# (263932) Speyer
(263932) Speyer ist ein Asteroid des mittleren Hauptgürtels. Er wurde am 22. April 2009 von Erwin Schwab am Tzec Maun Observatory, Mayhill in den USA entdeckt und trug zunächst die vorläufige Bezeichnung 2009 HY44.
Im Juni 2011 erhielt der Asteroid die Nummer 263932 und wurde auf Vorschlag des Entdeckers nach der Stadt Speyer benannt, in der Schwabs Schwiegervater geboren wurde. Die Veröffentlichung erschien am 15. Juni 2011 im Minor Planet Circular Nummer 75354.
(263932) Speyer gehört zur Juno-Asteroidenfamilie, deren Namensgeber (3) Juno ist.